# Serie A 1971-1972 (pallamano maschile)
La Serie A 1971-1972 è stata la 3ª edizione del torneo di primo livello del campionato italiano di pallamano maschile.

Esso venne organizzato dalla Federazione Italiana Giuoco Handball.

Il torneo fu vinto dal CUS Verona per la 1ª volta nella sua storia.

## Formula
Per la terza edizione il torneo fu composto da due distinte fasi: la prima fase prevedeva la disputa di tre girone da 8 squadre ciascuno; al termine le prime due classificate di ogni raggruppamento disputarono un girone unico per l'assegnazione del titolo.

## Squadre partecipanti alla fase finale
| Città   | Club                        | Palasport | Sponsor |  |
| ------- | --------------------------- | --------- | ------- |  |
| Firenze | Asa Firenze                 |           |         |  |
| Roma    | Centro Sportivo Esercito    |           | Haswell |  |
| Roma    | CUS Roma                    |           |         |  |
| Roma    | H.C. Flaminio Genovesi Roma |           |         |  |
| Trieste | Pallamano Trieste           |           |         |  |
| Verona  | CUS Verona                  |           |         |  |

## Classifica girone finale
|  | Pos. | Squadra           | Pt | G | V | N | S | GF | GS | D | Note                                        |
|  | ---- | ----------------- | -- | - | - | - | - | -- | -- | - | ------------------------------------------- |
|  | 1.   | CUS Verona        | 0  | 0 | 0 | 0 | 0 | 0  | 0  | 0 | Qualificato alla Coppa dei Campioni 1972-73 |
|  | 2.   | C.S. Esercito     | 0  | 0 | 0 | 0 | 0 | 0  | 0  | 0 |                                             |
|  | 3.   | CUS Roma          | 0  | 0 | 0 | 0 | 0 | 0  | 0  | 0 |                                             |
|  | 4.   | Flaminio Genovesi | 0  | 0 | 0 | 0 | 0 | 0  | 0  | 0 |                                             |
|  | 5.   | Trieste           | 0  | 0 | 0 | 0 | 0 | 0  | 0  | 0 |                                             |
|  | 6.   | Asa Firenze       | 0  | 0 | 0 | 0 | 0 | 0  | 0  | 0 |                                             |